# Socjaldemokratyczna Partia Finlandii
Socjaldemokratyczna Partia Finlandii, (fiń. Suomen Sosialidemokraattinen Puolue, szw. Finlands Socialdemokratiska Parti) – fińska lewicowa, socjaldemokratyczna partia polityczna. Obecnym przewodniczącym partii jest Antti Lindtman.

## Historia

### Geneza
Ruch robotniczy w Finlandii w porównaniu do pozostałych państw Europy, narodził się dość późno. Niewiele czasu minęło od powstania organizacji robotniczych a zyskaniem przez nie dużego poparcia. Za prekursora SDPF uważane są stowarzyszenia proletariatu działające w ośrodkach przemysłowych w Helsinkach, Turku czy Tampere. Główną rolę odgrywała organizacja robotników z Helsinek, kierowana przez Wiktora von Wrighta. Wright i jego ugrupowanie znajdowało się pod wpływem solidaryzmu społecznego. Organizacja Wrighta miała stanowić forum dyskusji między przedsiębiorcami a robotnikami. Często przedstawicielami kierownictw takich organizacji byli liberałowie niechętni ideom socjalistycznym. W latach 90. XIX wieku, coraz więcej robotników odrzuciło ideologie solidaryzmu, uważano, że poprawę losu robotników przynieść mogą reformy państwowe.

### Działalność partii

#### Powstanie i początek działalności
W lecie 1899 roku zjazd organizacji robotników utworzyło Robotniczą Partię Finlandii (RPF). Jej pierwszy program nie odwoływał się do socjalizmu i walki klas. Partia wystąpiła do całego społeczeństwa z apelem o postęp socjalny i ekonomiczny. Pierwszym liderem partii został liberał Nils Robert af Ursin. Do Partii Robotniczej dołączyło dwie trzecie członków organizacji robotniczych pozostali członkowie znaleźli się pod wpływami organizacji kierowanych przez burżuazję lub Kościół.
III Zjazd partii w 1903 roku podjął decyzję o zmianie nazwy partii na obecną – Socjaldemokratyczna Partia Finlandii. Na zjeździe przyjęto program partii zbliżony do program lewicy z Austrii i Niemiec. Pierwszym dużym sukcesem fińskich socjalistów był udany strajk na jesieni 1905 roku. Strajk wywołany został jako protest przeciwko naruszeniu autonomii Finlandii przez carskie władze Rosji. Po sukcesie protestujących, rząd carski zgodził się na stworzenie parlamentu i powszechne prawo wyborcze. Tym samym wzrosło poparcie dla partii socjaldemokratycznej a socjaldemokraci umocnili swoje pozycje wśród związkowców. Organizacja Związków Zawodowych (założona w 1907 roku) zgłosiła zbiorowy akces do Partii Socjaldemokratycznej. W wyborach do parlamentu SDPF uzyskała aż 80 mandatów (na 200 możliwych), w wyborach partia została poparta przez m.in. chłopów którzy masowo głosowali na socjaldemokratów.
Program partii i jej dyskurs nie był oczywisty, większość miał nurt rewolucyjny, istniały też grupy reformistyczne. W 1916 roku socjaldemokraci po raz pierwszy w historii Finlandii uzyskali parlamentarną większość bezwzględną a w senacie blisko połowę miejsc. Socjalista został też wiceprzewodniczącym rządu Finlandii (przewodniczącym był Rosjanin). Reformiści umocnili się po rewolucji lutowej 1917 roku w Rosji. Rosyjski Rząd Tymczasowy zdecydował się w lipcu 1917 roku na rozwiązanie zdominowanego przez socjaldemokratów parlamentu, była to odpowiedź na przegłosowanie przez parlament przekazania uprawnień cara w ręce parlamentu fińskiego. W październiku 1917 roku socjaldemokraci utracili bezwzględną większość i zdobyli 92 mandaty.
Rozwiązanie poprzedniego parlamentu przez Rosjan spowodowało wzrost radykalizmu. Strajkowi z 13-20 listopada 1917 towarzyszyły zbrojne wystąpienia klasy robotniczej. Strajkującym udało się wywalczyć ośmiogodzinny dzień pracy. W listopadzie odbył się nadzwyczajny zjazd socjaldemokratów wybrano wówczas nowe kierownictwo w którym większość miała frakcja rewolucyjna.
Większość rewolucyjna opowiedziała się za powstaniem. 6 grudnia 1917 roku ogłoszono niepodległość Finlandii a 31 grudnia suwerenność kraju uznana została przez rząd Rosji Radzieckiej, nie doprowadziło to jednak do osłabnięcia tendencji radykalnych. 26 stycznia 1918 roku, wcześniejsze oddziały lewicowe przekształciły się w Czerwoną Gwardię. Gwardziści zdobyli Helsinki, gdzie 28 stycznia proklamowani rząd ludowy z Kullervo Manerą na czele. Do wystąpień rewolucyjnych doszło też w Tampere. Zwolennicy rewolucji kontrolowali południe Finlandii, środkowa i północna Finlandia zajęta została przez Białą Gwardię. Do końca kwietnia białym udało się pokonać czerwonych. W wyniku represji białych partii socjaldemokratyczna została rozbita. Przedstawiciele frakcji rewolucyjnej wyemigrowali do Rosji gdzie już jako uchodźcy założyli Komunistyczną Partią Finlandii.

#### Lata międzywojenne i II wojna światowa
Po zakończeniu działań wojennych grupa reformistycznych socjalistów która niezaangażowana się w działania wojenne i popierała pokój, ponownie zorganizowała partię socjaldemokratyczną. Na czele partii stanęli Vaino Tanner (były przewodniczący związku spółdzielczego robotników) i Matti Passivuori (były przewodniczący partii). Partia skupiła się na organizacji związków i ruchu spółdzielczego. Partia przyjęła program rewizjonistyczny oparty na myśli Eduarda Bernsteina i Karla Kautsky'ego. Wzorzec modelu przyjęto od partii takich jak Socialdemokraterne, Szwedzka Socjaldemokratyczna Partia Robotnicza czy brytyjska Partia Pracy.
Pozycja socjaldemokratów stopniowo została unormowana, w 1926 roku Tanner został premierem jednopartyjnego rządu socjaldemokratów. Wraz z wielkim kryzysem doszło do wzrostu skrajnej prawicy doprowadziło to do delegalizacji w 1930 roku Organizacji Robotników i Drobnych Rolników znajdujących się w zasięgu wpływów komunistów a kręgi skrajnej prawicy domagały się nawet zdelegalizowania Partii Socjaldemokratycznej. Socjaldemokraci zbliżyli się do Związku Agrariuszy chcąc zahamować wzrost wpływów organizacji faszystowskich (ruch laupański i Patriotyczny Ruch Ludowy). W wyborach prezydenckich 1937 roku socjaldemokraci poparli kandydata Związku Agrariuszy a w tym samym roku po dziesięcioletniej przerwie powrócili do rządu. W latach 30. ostatecznie tendencje reformistyczne uzyskały w partii większość.
W 1939 roku socjaldemokraci poparli wojnę ze Związkiem Radzieckim. W tym samym roku ministrem spraw zagranicznych został Väinö Tanner, przedstawiciel socjaldemokratów. Kolejna wojna z ZSRR w 1941 roku została poparta przez większość socjaldemokratów choć istniała grupa „opozycji pokojowej”, która uważała, że druga wojna z ZSRR nie jest potrzebna. Opozycja pokojowa na czele z Mauno Pekkalą w 1944 roku opuściła partię i weszła w skład organizacji Demokratycznego Związku Narodu Fińskiego (DZNF). We wrześniu 1944 roku zakończyły się działania wojenne a partia socjaldemokratyczna w wyborach z 1945 roku utraciła 35 mandatów. Było to spowodowane głównie pozyskaniem jej wyborców przez DZNF.

#### Socjaldemokraci w powojennej Finlandii
Po wojnie socjaldemokraci stanęli przed wieloma dylematami; stosunkiem do ZSRR czy współpracy z ruchem komunistycznym; osądzeniem postawy fińskich liderów z okresu II wojny światowej. Przewagę w partii zyskała frakcja umiarkowana, która zastąpiła prawicowe kierownictwo partii. Skrzydło umiarkowane zdecydowało się na poparcia budowy z ZSRR stosunków dobrosąsiedzkich, polityka ta prowadzona była już od 1944 roku przez prawicowego premiera (a następnie prezydenta) Juho Kusti Paasikivi. W 1946 roku liderem socjaldemokratów został Emil Skog. Do 1963 roku wewnątrz partii miała miejsce batalia między frakcją prawicową a frakcją centrową. W 1957 roku na lidera partii został przedstawiciel prawicy partyjnej Tanner. Tanner spędził wcześniej pięć lat i sześć miesięcy w więzieniu za swoją rolę w decyzji o wypowiedzeniu wojny ZSRR w 1941 roku. Decyzja o wyborze Tannera na lidera partii doprowadziła do rozłamu w jej szeregach. W 1959 roku zwolennicy centrowego skrzydła z Skogiem na czele założyli nową partię; Socjalistyczny Związek Robotników i Drobnych Rolników. Do rozłamów doszło też w organizacjach masowych i związkach zawodowych.
Na powojennej scenie politycznej główną rolę odgrywają cztery partie które zdobywają łącznie 80% głosów. Po 1966 roku przez pewien czas socjaldemokraci stali się najbardziej popularną w społeczeństwie partią polityczną, pozostałymi największymi partiami są Koalicja Narodowa (konserwatywna), Partia Centrum  (do 1965 pod nazwą Związek Agrariuszy, profil liberalno-chłopski) oraz Związek Lewicy (do 1990 roku Demokratyczny Związek Narodu Fińskiego powstały jeszcze w czasie wojny front narodowy). Do 1966 roku największą partią byli chłopscy liberałowie a z partii chłopskiej wywodził się Urho Kekkonen, na drugim miejscu do tego czasu znajdowała się Socjaldemokratyczna Partia Finlandii. Socjaldemokraci stanowili obok komunistów największą partię ruchu robotniczego. Najczęściej rządy powojennej Finlandii kształtowała koalicja agrariuszy i socjaldemokratów do sytuacji takich doszło m.in.; do 1948 roku gdy partie te zawarły koalicję z DZNF.
W latach 1948–1959 koalicje sprawowały małe partie liberałów a po 1966 koalicja komunistów i liberałów. W okresie 1958–1962 socjaldemokraci współpracowali z konserwatystami i tworzyli wspólną opozycję wobec rządu i prezydenta z ramienia agrariuszy.
Sytuacja kryzysowa w partii zakończona została na zjeździe z 1963 roku. Nowym przewodniczącym został wtedy Rafael Passio, ustabilizowanie partii doprowadziło do odbudowy poparcia dla socjaldemokracji (po 1954 roku poparcie systematycznie malało). W wyborach z 1966 roku socjaldemokracja zdobyła najlepszy wynik od czasu wojny, uzyskali wtedy 55 mandatów. Centryści przeforsowali zmiany m.in. poparto neutralny statut Finlandii na arenie międzynarodowej i rozwój przyjaznych stosunków ze Związkiem Radzieckim. Zmiana pozycji z bardziej prawicowych na bardziej centrowe doprowadziły do powrotu socjaldemokratów do rządu (po ośmiu latach). W 1966 Rafael Passio został premierem rządu w skład którego weszli też przedstawiciele komunistów co tym samym zakończyło wcześniejszą antykomunistyczną postawę partii z okresu kierownictwa prawicowego.
Od 1966 roku z drobnymi przerwami przez dość długi okres istniała koalicja liberałów z Partii Centrum, socjaldemokratów i DZNF. Koalicja nie miała oparcia we wspólnych programach; dokumenty zgłaszane przez Komunistyczną Partię Finlandii (wchodziła w skład DZNF) były odrzucane przez socjaldemokratów. Jednym z powodów zbliżenia socjaldemokratów do komunistów i liberałów było pogorszenie stosunków na linii konserwatyści-centrolewica. Po 1975 kontynuowano sojusz socjaldemokratów z DZNF. Głównym rywalem centrolewicy był partie skrajnej prawicy – Partia Konstytucyjna i Związek Chrześcijański oraz skrzydła prawicowe Szwedzkiej Partii Ludowej i Koalicji Narodowej. Do pewnego zdystansowania się socjaldemokratów od Partii Centrum i Liberalnej Partii Ludowej doszło pod koniec lat 70. na skutek wzrostu w tych partiach tendencji konserwatywnych domagających się wyjścia z rządu współtworzonego przez lewicę. Socjaldemokraci odeszli z rządu w 1979 roku gdy wybory wygrała prawicowa Koalicja Narodowa. W wyniku zmian na scenie politycznej władzę w partii objął lider frakcji prawicowej, Mauno Koivisto.
W wyborach parlamentarnych w 2003 roku centrolewica otrzymała 53 miejsca w parlamencie, co dało jej wynik bliski wynikowi Partii Centrum. Socjaldemokrata Paavo Lipponen został przewodniczącym parlamentu a socjaldemokraci, PC i Szwedzka Partia Ludowa powołali rząd koalicyjny. SDP w rządzie otrzymało osiem stanowisk ministerialnych.

## Program
W historii SDPF tylko dwa razy uchwalono program partii było to w latach 1903 oraz 1952. Partia z partii robotniczej i rewolucyjnej przekształciła się w partię głoszącą hasła rewizjonistyczne i reformistyczne. Po wojnie przez pewien czas uczestniczyła wraz z komunistami we froncie ludowym a po zaostrzeniu stosunków zimnowojennych po 1948 roku na pewien czas przeszła na pozycje antykomunistyczne. Centrowy wizerunek partii wypracowany został na zjeździe SDPF z 1920 roku. Na zjeździe określono cele partii; poprawa i reforma ustroju Finlandii miała odbyć się poprzez ruch związkowy, organizacje kulturalne i oświatowe oraz ruch spółdzielczy. Program z 1952 roku nawiązywał do poprzedniego programu a prace nad nowym program rozpoczęto w roku 1979. Podstawą ideologiczno-teoretyczną partii jest stwierdzenie z programu z 1952 roku: marksistowskie, materialistyczne, pojmowanie dziejów, zgodnie z którym przemiany techniczno-ekonomiczne powodują zmiany ustroju politycznego, gospodarczego, społecznego i zmianę form kultury oraz w decydujący sposób wpływają na istotę i tempo przemian stosunków produkcji.
SDPF nie prezentuje się jako oparta ogólnonarodowa według swoich deklaracji dąży ona do poprawy sytuacji robotników, rolników i pracowników umysłowych. Program partii odwołuje się właśnie do interesów tych grup społecznych a nie tradycyjnych dla ruchu socjaldemokratycznego haseł tj. wolność, równość i sprawiedliwość. Polityka wewnętrzna centrolewicy ukierunkowana została na realizację reform socjalistycznych czyli w zamyśle partii takich które poszerzają demokrację polityczną, ekonomiczną, a także wyrównają warunki życia. We wrześniu 1978 roku na łamach partii wybuchła debata na temat modelu gospodarczego który przyjąć powinna partia. Paavo Lipponen uważał, że partia powinna przyjąć postulat gospodarki mieszanej (w Finlandii oznacza ona możliwości funkcjonowania państwa i samorządów lokalnych jako przeciwwagę dla sił rynkowych). Poglądy popierane przez rzeczników Lipponena zostały jednak odrzucone przez partyjną większość. W latach 50. i 60. socjaldemokraci w koalicji rządowej zajmowała czołową rolę, partia realizowała politykę budowy państw dobrobytu. Z inicjatywy centrolewicy wprowadzono ustawodawstwo pracy, reformy szkolnictwa, ochrony zdrowia oraz emerytur.
Fińscy socjaldemokraci jako jedna z pierwszych partii socjalistycznych w Europie zachodniej nawiązała współpracę z ruchem komunistycznym. Wchodząc w 1966 roku w koalicje z DZNF (w skład której wchodzili komuniści) partia sprzeciw stawiła się antykomunistycznej uchwale Międzynarodówki Socjalistycznej, która zakazała kontaktów bezpośrednich z partiami komunistycznymi. W październiku 1967 roku socjaldemokracji odegrali dużą rolę w utworzeniu komisji do spraw współpracy partii socjalistycznych i komunistycznych. Wbrew polityce wewnętrznej fińskiej centrolewicy, na XI Kongresie Międzynarodówki w 1969 roku przyjęto kolejną uchwałę o charakterze antykomunistycznym. SDPF ze względów taktycznych (wraz z japońskimi socjalistami) odmówiła podpisania uchwały. Dzięki Kalevi Sorsie w 1972 roku Międzynarodówka Socjalistyczna zezwoliła partiom członkowskim na samodzielne decydowanie o relacjach z partiami komunistów.
Od początku lat 80. partia skłania się w stronę tzw. „nowej fali”, czyli zielonych, autonomistów czy propagatorów alternatywnej produkcji.
W 2020 media obiegła informacja, że premier Finlandii Sanna Marin (z tej partii) zapowiedziała wprowadzenie 4-dniowego tygodnia pracy, z 6-godzinnym dniem pracy z taką samą płacą jak za obecny 5-dniowy tydzień z 8-godzinnym dniem pracy. Informacja okazała się jednak kaczką dziennikarską, ponieważ wypowiedź Marin pochodziła z okresu kampanii wyborczej, a fiński rząd oficjalnie zdementował, jakoby 4-dniowy tydzień pracy znalazł się w programie.

## Polityka zagraniczna
Uchwała SDPF z 1975 roku określiła cele partii w dziedzinie spraw zagranicznych. Partia za główny cel lewicy uznała działalność na rzecz pokoju. Zdaniem socjaldemokratów za utrzymanie pokoju na świecie największa odpowiedzialność spadała na Stany Zjednoczone i Związek Radziecki a oba mocarstwa powinny doprowadzić do końca rozmowy SALT. SDPF była partią która wzbudziła zainteresowanie postulatem światowego rozbrojenia pozostałe partie wchodzące w skład Międzynarodówki. Na konferencji Międzynarodówki w Helsinkach w 1978 roku w której uczestniczyli obserwatorzy z USA i ZSRR, Kalevi Sorsa wybrany został przez uczestników konferencji na przewodniczącego grupy mającego zająć się problemem zbrojeniowym. Sorsa reprezentował grupę na rzecz rozbrojenia w rozmowach z Jimmym Carterem, Leonidem Breżniewem, liderem ruchu państw niezaangażowanych – premierem Sri Lanki Ranasinghą Premadasą oraz sekretarzem generalnym ONZ Kurem Waldheimem. Owocem pracy grupy roboczej Sorsy było złożenia raportu na kongresie Międzynarodówki w Madryce w listopadzie 1980 roku.
SDPF w okresie poprzedzającym Konferencję Bezpieczeństwa i Współpracy w Europie nawiązała kontakty z partiami z państw demokracji ludowej. W grudniu 1974 roku na zaproszenie KPZR delegacja socjaldemokratów na czele z Kalevi Sorsą oraz Rafaelem Paasio odwiedziła Moskwę. W uchwale zjazdu SDPF z 1978 (Kierunek socjaldemokracji) roku socjaldemokraci na pierwszym planie postawili stosunki fińsko-radzieckie, na drugim rozwój relacji z pozostałymi państwami Skandynawii. Sorsa postulował aby kraje Skandynawii wzięły udział w inwestycjach na obszarze ZSRR. Jermu Laine proponował aby dopuszczono ZSRR do udziału w rozwiązywaniu problemów natury ekonomicznej czy komunikacyjnej na północy Skandynawii gdzie przebiega granica ZSRR, Norwegii, Szwecji oraz Finlandii. Do postulatów socjaldemokratów w czasie rozmów odnośnie do utworzenia Skandynawskiego Banku Inwestycyjnego, nawiązał rząd fiński jednak pozostałe kraje Skandynawii odrzuciły propozycje Finów.
Partia popiera integrację europejską. Socjaldemokraci fińscy jak pierwsi zgłosili propozycję aby miejscem obrad KBWE stała się stolica Finlandii, Helsinki. Już w 1966 roku w czasie gdy pierwsza delegacja SDPF złożyła wizytę w ZSRR, delegaci SDPF opowiedzieli się za powołaniem konferencji państw Europy. Na forum Międzynarodówki Socjalistycznej w czasie konferencji helsińskiej (1971) i londyńskiej (1972) ponowiła postulat zwołania takiej konferencji. W cieniu problematyki rozbrojeniowej i integracji europejskiej pozostają inne sprawy międzynarodowe.
Partia w swoich uchwałach potępia terror faszystowski, dyskryminację polityczną lub rasową oraz kolonializm. Uchwała Kierunek socjaldemokracji deklaruje że SDPF popiera Zgodnie z zasadami solidarności międzynarodowej socjaldemokracja popiera postępowe ruchy społeczne w ich walce przeciw imperializmowi, o prawo samostanowienia, pokój, demokrację oraz postęp społeczny i ekonomiczny.

## Struktury
W latach 80. partia liczyła ponad 100 tysięcy członków, w 2011 roku liczba członków partii wynosiła 50 tysięcy osób. 60% członków to mężczyźni. SDP jest federacją 15 okręgowych organizacji w okręgach działają też organizację socjaldemokratów pochodzenia szwedzkiego. Organizacja okręgowa stanowi federację lokalnych klubów partyjnych, jedynie kluby partyjne mają indywidualnych członków.
Najwyższą władzę w partii stanowi Zjazd który organizowany jest co trzy lata. Delegaci na Zjazd wybierani są przez okręgi. Liczba delegatów na Zjazd zależna jest od liczby działaczy partii w określonym okręgu. Między zjazdami obraduje Rada SDP która wybrana zostaje przez Zjazd. Organem wykonawczym jest Komitet SDP do którego wchodzi: przewodniczący, sekretarz generalny, dziewięciu członków oraz pięciu zastępców, Komitet sprawuje kontrolę nad Biurem partii.
Z partią powiązane są organizacje tj. Centralny Związek Młodzieży Socjaldemokratycznej, Związek Studentów Socjaldemokratów, Centralny Związek Młodych Orłów i Centralny Związek Emerytów. Partia współpracuje z m.in. Centralną Organizacją Fińskich Związków Zawodowych. W Centralnej Organizacji Fińskich Związków Zawodowych zasiada 14 socjaldemokratów i 8 komunistów. Socjaldemokrata jest I i III przewodniczącym Centralnej Organizacji oraz sekretarz generalny tejże organizacji. Duże wpływy socjaldemokraci mają też w Centralnej Organizacji Spółdzielni Spożywców.
Wraz z ludowymi demokratami, socjaldemokraci działają w Robotniczym Związku Sportowym. Socjaldemokraci współpracują też z Robotniczym Związkiem Oświatowym. Organem prasowym partii jest dziennik „Demari”. SDPF wydaje też siedem dzienników regionalnych oraz jeden dziennik szwedzkojęzyczny. Organem teoretycznym partii jest miesięcznik „Sosialistinen Aikakauslehti”.
Od 1923 do 1940 roku partia była członkiem Socjalistycznej Międzynarodówki Robotniczej, obecnie jest członkiem Międzynarodówki Socjalistycznej, Sojuszu Postępowego, Partia Europejskich Socjalistów i Nordyckiego Komitetu Współpracy Ruchu Robotniczego. Partia zasiada w europarlamentarnej frakcji Postępowy Sojusz Socjalistów i Demokratów w Parlamencie Europejskim.

## Wyniki wyborów
| Wybory | Liczba głosów | % głosów | +/–%  | Liczba mandatów | +/– | Rezultat |
| ------ | ------------- | -------- | ----- | --------------- | --- | -------- |
| 2011   | 561 558       | 19,10    | -2,34 | 42/200          | -3  | Koalicja |
| 2015   | 490 102       | 16,5     | -3,1  | 34/200          | -8  | Opozycja |
| 2019   | 546 471       | 17,7     | +1,2  | 40/200          | +6  | Koalicja |
| 2023   | 617 522       | 19,9     | +2,2  | 43/200          | +3  | Opozycja |

## Znani politycy SDP
- Oskari Tokoi
- Yrjö Sirola
- Väinö Tanner – premier, minister spraw zagranicznych w czasie wojny zimowej
- Karl-August Fagerholm – premier, przewodniczący parlamentu
- Kalevi Sorsa – premier
- Mauno Koivisto – prezydent 1982–1994
- Martti Ahtisaari – prezydent 1994–2000, Laureat Pokojowej Nagrody Nobla w 2008.
- Paavo Lipponen – premier 1995–2003, przewodniczący parlamentu
- Tarja Halonen – prezydent 2000–2012
- Sanna Marin – premier 2019–2023

## Przewodniczący SDP
- N. R. af Ursin (1899–1900)
- J. A. Salminen (1900)
- K. F. Hellsten (1900–1903)
- Taavi Tainio (1903–1905)
- Emil Perttilä (1905–1906)
- Edvard Valpas-Hänninen (1906–1909)
- Matti Paasivuori (1909–1911, 1913–1917 i 1926–1930)
- Otto Wille Kuusinen (1911–1913)
- Kullervo Manner (1917–1918)
- Väinö Tanner (1918–1926 i 1957–1963)
- Kaarlo Harvala (1930–1944)
- Onni Alfred Hiltunen – 1944–1946
- Emil Skog – 1946–1957
- Väinö Tanner – 1957–1963
- Rafael Paasio – 1963–1975
- Kalevi Sorsa – 1975–1987
- Pertti Kullervo Paasio – 1987–1991
- Ulf Ludwig Sundqvist – 1991–1993
- Paavo Lipponen – 1993–2005
- Eero Heinäluoma – 2005–2008
- Jutta Urpilainen – 2008–2014
- Antti Rinne – 2014–2020
- Sanna Marin – 2020–2023
- Antti Lindtman – 2023–